# Aeroportul Municipal Pecos
Aeroportul Municipal Pecos (IATA: PEQ, ICAO: KPEQ, FAA LID: PEQ) este un aeroport din Texas, Statele Unite ale Americii ce deservește zona Pecos⁠(d). Aeroportul a fost tranzitat în 2019 de 6 pasageri.
Situat la o altitudine de 796 m, aeroportul dispune de 2 piste.

## Infrastructură

### Piste
Aeroportul dispune de 2 piste. Pista 09/27 are suprafața de asfalt și dimensiunile 5.953 picioare × 80 picioare. Pista 14/32 are suprafața de asfalt și dimensiunile 6.236 picioare × 80 picioare. 